# 沃卢西亚 (佛罗里达州)
沃卢西亚（英語：Volusia）是位於美國佛羅里達州沃卢西亚縣的一個非建制地區。該地的面積和人口皆未知。

## 地理
沃卢西亚的座標為29°10′07″N 81°31′15″W / 29.16861°N 81.52083°W，而該地的平均海拔高度為5米（即16英尺）。